# Hegesip de Súnion
Hegesip de Súnion (grec antic: Ἡγήσιππος, llatí: Hegesippus) fou un orador atenenc del temps de Demòstenes. Rebia el sobrenom de Κρωβύλος, que li va atribuir Èsquines, però se'n desconeix la causa. Va ser membre del mateix partit de Demòstenes, i va defensar l'aliança fòcida i la guerra contra Filip II de Macedònia. Fou membre de l'ambaixada atenenca a Macedònia. Va col·laborar amb Demòstenes per incitar als peloponnesis a la guerra contra Filip. Va defensar a Timarc d'Atenes quan fou acusat per Èsquines, i va acusar Cal·lip. Podria ser l'autor de dos discursos atribuïts a Demòstenes (sobre l'Halonès i sobre el tractat amb Alexandre).